# Cattedrale di San Giovanni (Fresno)
La cattedrale di San Giovanni (in inglese: Cathedral of St. John) è una cattedrale cattolica situata a Fresno, in California, Stati Uniti d'America. La cattedrale è sede della diocesi di Fresno.

## Storia
La parrocchia è stata fondata nel 1882. Nel 1878 i coloni cattolici nell'area incominciarono a raccogliere i fondi per la costruzione di una chiesa, iniziata nei primi mesi del 1880 e completata a novembre dello stesso anno. La chiesa venne dedicata a san Giovanni Battista da mons. Mora il 21 maggio 1882.
Nel 1902 la chiesa era ormai troppo piccola per accogliere tutti i membri della congregazione e venne dato il via ai piani per un edificio più grande. Dopo la Pasqua dello stesso anno, il 30 marzo, la chiesa venne quindi demolita con l'intento di costruirne una nuova nello stesso sito. In seguito venne individuato un nuovo sito presso Mariposa Street. La prima pietra venne posata il 3 agosto 1902 e l'arcivescovo George Montgomery dedicò il nuovo santuario il 7 giugno 1903. La chiesa era stata progettata in stile gotico-romanico da Thomas Bermingham e costruita di mattoni rossi. La facciata presenta un triplo ingresso incorniciato da due torri quadrate sormontate da guglie. Sopra l'ingresso vi è un piccolo rosone.
Quando la diocesi di Monterey-Fresno è stato divisa dalla diocesi di Los Angeles-San Diego nel 1922, la chiesa di San Giovanni è stata elevata a cattedrale per la nuova diocesi. Quando le diocesi di Monterey e di Fresno sono state ulteriormente divise nel 1967, San Giovanni divenne la sede del vescovo di Fresno.